# Zacywilki
Zacywilki – wieś w Polsce położona w województwie łódzkim, w powiecie brzezińskim, w gminie Rogów.
Wieś szlachecka położona była w drugiej połowie XVI wieku w powiecie rawskim ziemi rawskiej województwa rawskiego.
W Słowniku Geograficznym Królestwa Polskiego i innych krajów słowiańskich tom IV strona 269, z roku 1883 możemy przeczytać między innymi:

[…] W 1609 r. należały do parafii Kołacinek wsie: Kołaczyn Wielki (dziś Kołacin), Kołaczyn Mały (dziś Kołacinek), Koziełły (dziś Koziołki), Kotulin, Kobelin (dziś Kobylin), Zaczywilki (dziś Zacywilki).[...] w tomie XIV tegoż Słownika na str. 218 czytamy: Zacywilki w XVI w. Zaciwylkj, wieś, powiat skierniewicki, gmina Słupia, parafia Kołacinek, ma 155 mieszkańców, 469 mórg. W roku 1827 było 14 domów, 110 mieszkańców. Na początku XVI w. wieś ta dawała z łanów folwarku dziesięcinę plebanowi w Kołacinku zaś z łanów kmieci kanonii łęczyckiej (Jan Łaski, Liber Beneficjorum, 340). W r.1579 Jan Zaciwilkowski płacił od 1/2 łanu, Albrech Plichta z działu Stanisława i Marcina od 1 łanu, Mikołaj od ½ łanu, Albert od ½ łanu (Pawiń., Mazowsze, 163).

W 1780 roku przyłączono wieś Zacywilki (z obszarami przyległych lasów z parafii Kołacinek) do dóbr arcybiskupów gnieźnieńskich zwanego Księstwem łowickim.
Inwentarz z 1795 roku sporządzona przed objęciem archidiecezji gnieźnieńskiej przez arcybiskupa Ignacego Krasickiego podaje stan ludności Zacywilek; dorosłych 30, dzieci 24.
W latach 1975–1998 miejscowość administracyjnie należała do województwa skierniewickiego.
Od początku 2007 roku funkcjonuje w Zacywilkach Koło Gospodyń Wiejskich. Siedzibą koła jest była Szkoła Podstawowa w Zacywilkach.
We wrześniu 2008 roku została położona nawierzchnia asfaltowa na drodze, łączącej domy od nr 7 do nr 19. W 2014 roku położono nawierzchnię asfaltowa na drodze Zacywilki (24–20) — Kołacinek (1–8).